# Ludwik Dobrzyński
Ludwik Dobrzyński (ur. 27 stycznia 1941 w Asino (b. ZSRR), zmarł 11 stycznia 2022 w Warszawie) – polski fizyk, profesor doktor habilitowany nauk fizycznych, specjalista w zakresie metod jądrowych fizyki ciała stałego i wpływu małych dawek promieniowania jonizującego na organizm.

## Życiorys
- W roku 1964 ukończył studia na Wydziale Matematyki i Fizyki Uniwersytetu Warszawskiego[2];  praca magisterska: „Badania ruchów jonów amonowych w roztworach stałych”.
- Doktoryzował się w roku 1969 w Instytucie Badań Jądrowych w Świerku;  tytuł rozprawy  „Badania rozkładów wewnętrznego namagnesowania w stopach Co-Fe” (promotor: prof. Jerzy Kociński).
- Stopień doktora habilitowanego otrzymał w roku 1975 w Instytucie Badań Jądrowych na podstawie rozprawy „The  Fourier  Analysis of Magnetic Form Factors of Some 3d FCC Alloys”.
- W roku 1991 otrzymał tytuł profesora fizyki.

## Zainteresowania naukowe
Jego zainteresowania naukowe obejmowały: rozpraszanie neutronów, magnetyzm, spektroskopię mossbauerowską i komptonowską, metody bayesowskie i metodę maksymalnej entropii, wpływ małych dawek promieniowania jonizującego na organizm.

## Publikacje

### Naukowe
- ok. 280 oryginalnych prac opublikowanych w czasopismach głównie zagranicznych, włączając  Phys.Rev.Letters and Phys.Rev.,
- monografia (podręcznik akademicki) L. Dobrzyński, K. Blinowski, „Neutrons and Solid State Physics”, Ellis Horwood (1994)[6],
- rozdział w monografii „X-Ray Compton Scattering”, po red. M.J. Coopera i in., Oxford University Press (2004), pp.188-211.,
- redaktor i współautor monografii „Zarys Nukleoniki”, PWN, Warszawa, 2008

### Popularnonaukowe
Współautor:
- internetowych stron edukacyjnych Instytutu Problemów Jądrowych, plakatów,
- broszur popularno-naukowych[7][8]: - „Spotkanie z promieniotwórczością”, Świerk 2005 i 2010,  - „Słońce na Ziemi. Energia termojądrowa ante portas”, Świerk 2011,  - „Energetyka jądrowa: Spotkanie pierwsze”, Świerk 2012 (również w jęz. ang.) – „Energetyka jądrowa: spotkanie drugie”, Świerk 2014 (również w jęz. ang.) – „Paving the way to Generation IV Reactors”, Świerk 2016.

## Szczególne  aktywności
- Prowadzone przewody doktorskie: 10 zakończonych[1][9][10],
- Organizacja i prowadzenie Zakładu Fizyki Doświadczalnej na Wydziale Fizyki w Filii Uniwersytetu Warszawskiego w Białymstoku (ob. Wydział Fizyki Uniwersytetu w Białymstoku),
- W latach 2007–2008 dziekan Wydziału Fizyki Uniwersytetu w Białymstoku,
- Organizacja i prowadzenie  Działu Edukacji i Szkoleń[11] w Instytucie Problemów Jądrowych (ob. Narodowe Centrum Badań Jądrowych),
- Organizacja ok. 20 szkół i konferencji fizyki, w tym międzynarodowych,
- Tłumaczenie podręczników akademickich z  magnetyzmu, teorii ciała stałego i mechaniki kwantowej oraz prace recenzenckie dla czasopism zagranicznych i organizacji krajowych,
- Systematyczny udział w Piknikach Naukowych i Festiwalach Nauki.

## Odznaczenia i nagrody
Krzyż Kawalerski Orderu Odrodzenia Polski (2014),
Krzyż Zasługi (2003, 2014),
Medal  Uniwersytetu w Białymstoku (2011),
Medal Komisji Edukacji Narodowej (2010),
Medal im. Andrzeja Sołtana (2005),
Złota Odznaka „Zasłużony Białostocczyźnie” (1996),
Nagroda Ministra Edukacji Narodowej (1994) oraz liczne nagrody Rektora i Prorektora Uniwersytetu Warszawskiego oraz Rektora Uniwersytetu w Białymstoku.

## Udział w stowarzyszeniach naukowych
od 2002 r. członek delegacji polskiej na posiedzenia Komitetu UNSCEAR(Komitet Naukowy Organizacji Narodów Zjednoczonych ds. Skutków Promieniowania Jądrowego) i jej wiceprzewodniczący (od 2009);
Członek korespondent Towarzystwa Naukowego Warszawskiego (od 2017);
Członek Komitetu Fizyki Polskiej Akademii Nauk  (1987–1993);
Przewodniczenie Komisji Metod Jądrowych w Fizyce Materii Skondensowanej w Radzie do Spraw Atomistyki Państwowej Agencji Atomistyki (2005-2008);
Członek Komitetu Redakcyjnego Physica Scripta (2005–2014);
Członek Komitetu Programowego XIX Kongresu Międzynarodowej Unii Krystalografii, Genewa (2002) oraz Konferencji Generalnej Oddziału Materii Skondensowanej Europejskiego Towarzystwa Fizycznego, CMD24, Edynburg (2012);
Nominacje do Konkursu  Serwisu Nauka w Polsce PAP (2012, 2013).